# 21st Century (Blue System)
21st Century è il nono album in studio dei Blue System pubblicato nel 1994 da BMG in formato CD e musicassetta.

## Tracce
1. Welcome to the 21st Century – 1:02
2. 6 Years - 6 Nights – 3:45
3. Venice in the Rain – 4:32
4. If I Will Rule the World – 3:41
5. Sacrifice – 4:41
6. When Bogart Talks to You – 3:44
7. That's Love – 3:32
8. Lady Unforgettabe – 4:16
9. This Old Town – 3:26
10. 21st Century – 3:09
11. Sister Cool – 3:21
12. See You in the 22nd Century – 1:05

## Formazione
- Rolf Köhler – voce, basso, batteria
- Dieter Bohlen – voce
- Detlef Wiedeke – chitarra
- Michael Scholz – tastiere